# Jens Müller (Grafikdesigner)
Jens Müller (* 25. Oktober 1982 in Koblenz) ist ein deutscher Grafikdesigner, Typograf, Buchgestalter, Fachbuchautor, Verleger und Hochschullehrer.

## Leben und Werk
Nach einer Ausbildung zum Mediengestalter studierte Jens Müller von 2004 bis 2011 Kommunikationsdesign (im Diplomstudiengang und anschließend im Masterstudiengang) am Fachbereich Design der Fachhochschule Düsseldorf (heute: Hochschule Düsseldorf, Peter Behrens School of Arts). Während seines Studiums gewann er zusammen mit Karen Weiland den Wettbewerb um die Gestaltung der Sonderbriefmarke „125. Geburtstag Franz Kafka“. Seither realisierte er rund ein Dutzend Sonderbriefmarken zu unterschiedlichen Themen für das Bundesministerium der Finanzen.
Jens Müller unterrichtet als Dozent und Vertretungsprofessor am Fachbereich Design der Hochschule Düsseldorf und an der Fachhochschule Dortmund. Neben seiner Tätigkeit als Gestalter forscht er über die Geschichte des internationalen Grafikdesign und ist Autor von Fachbüchern, darunter Logo Modernism. Das amerikanische Wired Magazine beschrieb Müller als „eine Art Logo-Detektiv“. Seine Bücher zur nationalen und internationalen Grafik-Design-Geschichte machten ihn zu einem Vortragenden. Sein zuletzt im Taschen Verlag erschienenes zweibändiges Werk The History of Graphic Design, das auf fast 1.000 Seiten die weltweite Designgeschichte seit 1890 dokumentiert, wurde in ca. 150 internationalen Medien besprochen.
Jens Müller war 2018 Jurypräsident beim internationalen Wettbewerb 100 Beste Plakate 2017. Er gewann 2013 zusammen mit Karen Weiland den 1. Preis beim Designwettbewerb der Kieler Woche.
2016 gründete er den Verlag Optik Books, in dem er seither Bücher zur internationalen Designgeschichte und visuellen Kultur publiziert.
Seit September 2021 hat er eine Professur für Corporate Design am Fachbereich Design der Fachhochschule Dortmund inne. Er lebt und arbeitet in Düsseldorf.

## Ausstellungen
- 2007: FilmKunstGrafik – Eine Ausstellung zur neuen deutschen Filmgrafik der 1960er Jahre, Filmmuseum Landeshauptstadt Düsseldorf
- 2008: FilmKunstGrafik – Eine Ausstellung zur neuen deutschen Filmgrafik der 1960er Jahre, Deutsches Filmmuseum Frankfurt am Main
- 2009: FilmKunstGrafik – Eine Ausstellung zur neuen deutschen Filmgrafik der 1960er Jahre, Sofia Design Week
- 2013: Ideenstadt Düsseldorf. Design und Werbung in Düsseldorf von 1900 bis 2013, Hochschule Düsseldorf
- 2022: 10 × A5. Die ‚A5-Buchreihe‘ zur Designgeschichte, 9k-Galerie Willich[10]
- 2024: Identity Systems Germany. Kyoto ddd gallery[11]

## Veröffentlichungen
- mit Karen Weiland: FilmKunstGrafik – Ein Buch zur neuen deutschen Filmgrafik der 1960er Jahre. Katalog zur gleichnamigen Ausstellung. Deutsches Filminstitut, Frankfurt am Main 2007, ISBN 978-3-88799-044-2.
- A5/01 – Hans Hillmann. Das visuelle Werk / The Visual Works. Lars Müller Publishers, Baden 2009, ISBN 978-3-03778-179-1.
- A5/02 – Philips-Twen. Der tonangebende Realismus / Realism is the Score. Lars Müller Publishers, Baden 2009, ISBN 978-3-03778-180-7.
- A5/03 – Celestino Piatti. Die Einheit des Programms / The Unity of the Programme. Lars Müller Publishers, Baden 2009, ISBN 978-3-03778-178-4.
- mit Karen Weiland: A5/04 – Kieler Woche. Geschichte eines Designwettbewerbs / History of a Design Contest. Lars Müller Publishers, Baden 2010, ISBN 978-3-03778-231-6.
- mit Karen Weiland: A5/05 – Lufthansa+Graphic Design. Visuelle Geschichte einer Fluggesellschaft / Visual History of an Airline. Lars Müller Publishers, Baden 2011, ISBN 978-3-03778-267-5.
- mit Victor Malsy (Hrsg.): Ideenstadt Düsseldorf – Design und Werbung in Düsseldorf 1900 bis 2013. Droste Verlag; Düsseldorf 2013, ISBN 978-3-7700-1511-5.
- Jens Müller (Hrsg.); Renè Spitz: A5/06 – HfG Ulm. Kurze Geschichte der Hochschule für Gestaltung / Concise History of the Ulm School of Design. Lars Müller Publishers, Zürich 2014, ISBN 978-3-03778-413-6.
- A5/07 – Rolf Müller. Stories, Systems, Marks / Geschichten, Systeme, Zeichen; Lars Müller Publishers, Zürich 2014, ISBN 978-3-03778-414-3.
- mit Julius Wiedemann (Hrsg.): Logo Modernism. Taschen, Köln 2015, ISBN 978-3-8365-4530-3.
- A5/08 – Best German Posters. Eine Geschichte der deutschen Plakatwettbewerbe / A History of German Poster Contests. Optik Books, Düsseldorf 2016, ISBN 978-3-00-053060-9.
- Design-Pioniere. Die Erfindung der grafischen Moderne/Pioneers of German Graphic Design. Callisto Publishers, Berlin 2017, ISBN 978-3-9817539-3-6.
- mit Julius Wiedemann (Hrsg.): The History of Graphic Design (2 Vols.). Tachen, Köln 2017/18, Band 1, ISBN 978-3-8365-6307-9; Band 2 ISBN 978-3-8365-7037-4
- A5/09 – West-Berlin Grafik-Design: Gestaltung hinter dem Eisernen Vorhang/Graphic Design behind the Iron Curtain. Optik Books, Düsseldorf 2019, ISBN 978-3-00-063546-5.
- Moving Pictures – The Complete Film Posters of Hans Hillmann / Sämtliche Filmplakate von Hans Hillmann. Optik Books, Düsseldorf 2020, ISBN 978-3-9822542-0-3.
- A5/10 – Collecting Graphic Design. Die Archivierung des Visuellen / The Archiving of the Visual. Optik Books, Düsseldorf 2021, ISBN 978-3-9822542-2-7.
- Logo Beginnings. Taschen, Köln 2022, ISBN 978-3-8365-8228-5.
- A5/11 – ZDF TV+Design. Sechs Jahrzehnte Fernseh- und Corporate Design / Six Decades of Television and Brand Design. Optik Books, Düsseldorf 2023, ISBN 978-3-9822542-4-1.
- mit Julius Wiedemann (Hrsg.): The Computer. A History from the 17th Century to Today. Taschen, Köln 2023, ISBN 978-3-8365-7334-4.
- Jens Müller: Grafikdesign 1890-Heute. Taschen, Köln 2025, ISBN 978-3-7544-0081-4